# Roc de Chère
Le roc de Chère est une avancée rocheuse boisée située sur le territoire de la commune de Talloires-Montmin qui domine le lac d'Annecy de 200 m. Une partie du site a été classée en 1977 en réserve naturelle nationale (RNN36) d'une superficie de 69 ha.

## Toponymie
Chère provient de l'élément pré-indo-européen *car-, désignant un élément pierreux, un rocher. Cette signification n'étant plus comprise, on l'a prise pour un nom propre et on y a ajouté « roc » qui n'est qu'un renforcement pléonastique.
Le lieu est mentionné vers 1031-1032 sous la forme Cheria. Il s'agit d'une donation, datée entre le 19 août 1031 et le 6 septembre 1032, faite par la reine de Bourgogne Ermengarde à l'abbaye Saint-Martin de Savigny à laquelle elle adjoint notamment « et silvam ...  Cheria » (« la forêt de Chère »),.

## Géographie

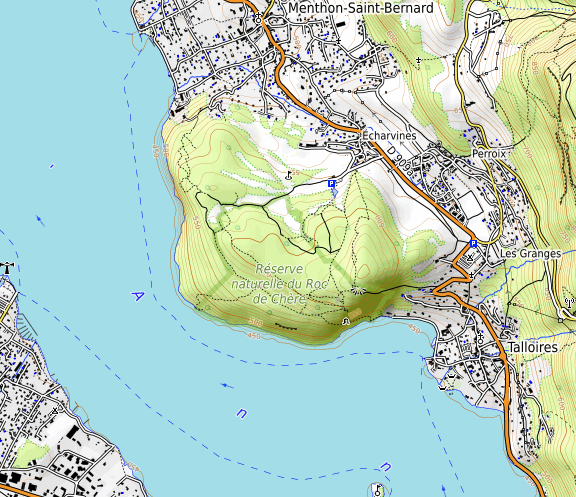
Carte topographique.

### Situation
Le roc de Chère est situé en bordure du lac d'Annecy, sur sa rive orientale, entre Talloires et Menthon-Saint-Bernard. Il correspond à la limite du grand et du petit lac. Il culmine à 656 m et plonge dans le lac (448 m) par des falaises de 50 à 70 m de hauteur. Sur ses pentes septentrionales s'étend un golf.

### Géologie
Le site a été raboté par le glacier quaternaire qui occupait la combe d'Annecy. Il présente une topographie très variée qui permet de définir 5 grands ensembles naturels : des pentes calcaires donnant sur le lac, des crêtes gréseuses acides, une dépression centrale sur sol sableux et calcaire, un vallon marécageux et un plateau central frais et humide sur grès en ubac.

### Écosystème

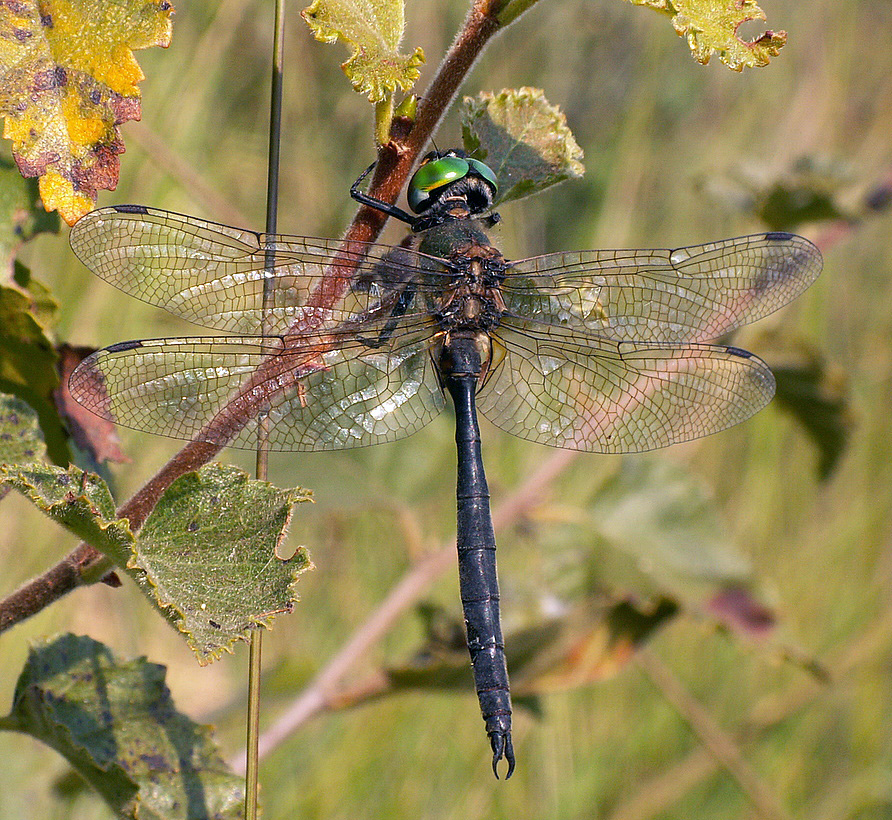
Cordulie arctique.

Les milieux exigus favorisent les espèces peu exigeantes en surface ou très spécialisées. Le glacier y a laissé une tourbière où l'on peut trouver des rossolis, une laîche des tourbières (Carex sp.) et la cordulie arctique. Dans un canyon dissimulé sous la forêt, on trouve des plantes qui poussent habituellement à 2 000 m (rhododendron ferrugineux, lycopode sélagine). En revanche, côté lac, sur les falaises dans un milieu chaud et sec se sont acclimatées et développées des espèces méridionales (comme l'érable de Montpellier, etc.).

#### Flore

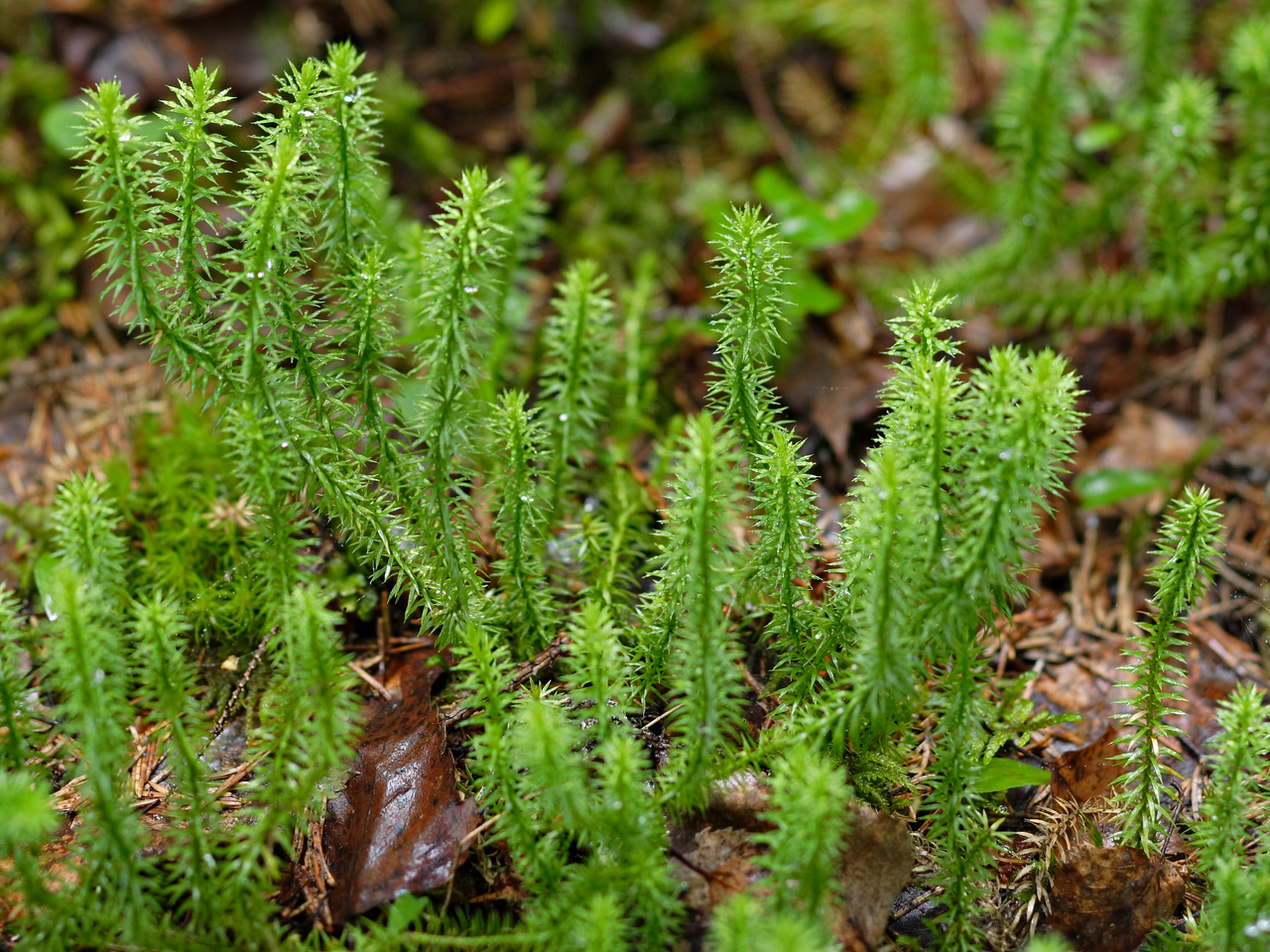
Lycopode sélagine

Grâce à l'alternance de sols calcaires et de sols siliceux (grès), et à la présence de microclimats différents d'un vallon à l'autre, plus de 560 espèces de fleurs et de plantes y poussent.
Deux flores opposées coexistent sur le site. L'une glaciaire ou arctique rassemble des éléments montagnards et subalpins : Rhododendron ferrugineux, Lycopode sélagine, Carex limosa, lichen, etc. L'autre, préférant la chaleur, avec des éléments méridionaux ou subméditerranéens : Érable de Montpellier, capillaire, garance, buis, etc.

#### Faune

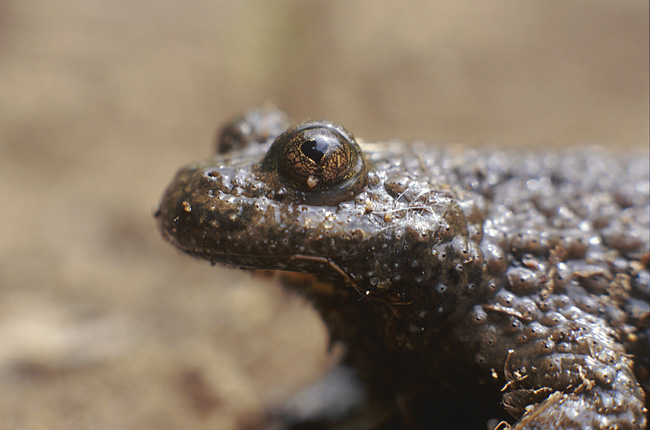
Sonneur à ventre jaune

Une abondante faune s'est approprié les lieux et y trouve refuge. Parmi les oiseaux on y trouve l'Hirondelle de rochers et le Faucon pèlerin qui nichent dans les falaises, mais aussi le Milan noir et le Goéland leucophée.
Les zones humides abritent la Grenouille rousse, la Salamandre tachetée, le Sonneur à ventre jaune et la Cordulie arctique.

## Histoire

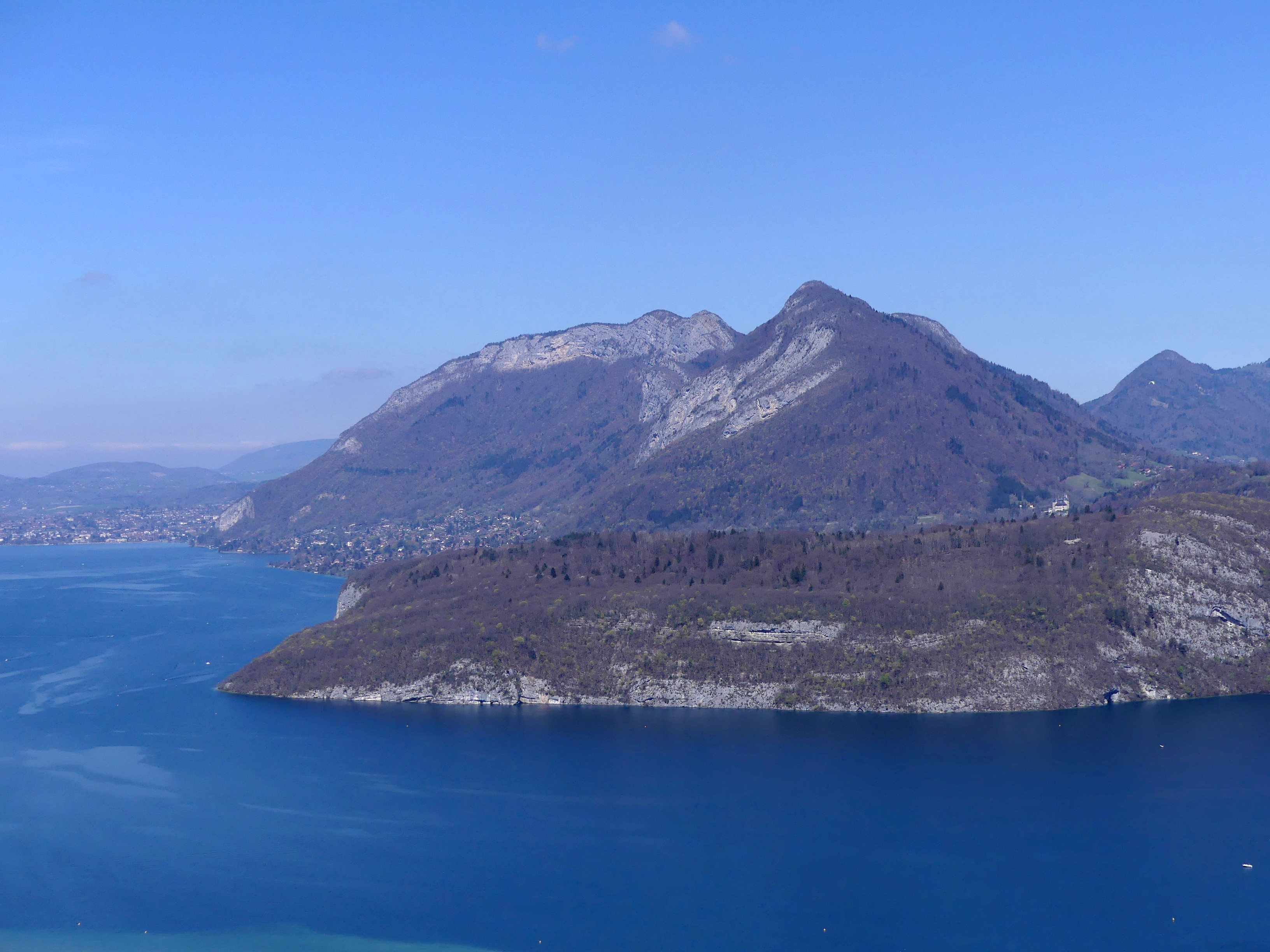
Le roc de Chère vu du Taillefer.

Jadis exploité par les moines de l'abbaye de Talloires, le roc de Chère est aujourd'hui colonisé en majorité par les chênes rouvres et les charmes ; la lande à rhododendron (rhodoraie) s'y épanouit. Une réserve naturelle y été instaurée en 1978 pour protéger l'exceptionnelle richesse du site. Elle fut la seconde de Haute-Savoie créée après celle des Aiguilles Rouges. 35 % de sa superficie appartient aujourd'hui (en 2004) au Conservatoire du littoral et des rivages lacustres.
Une légende dit qu'une jeune châtelaine, Bernoline d'Angon, qui n'aurait pas supporté d'avoir vu son mari emporté par le diable, se serait jetée dans le lac depuis le roc de Chère et depuis happe les baigneurs vers le fond en étant toujours à la recherche de son époux.
Le tombeau du philosophe et historien Hippolyte Taine, ainsi que ceux de son épouse, Thérèse Denuelle et de son beau-père, Alexandre Denuelle, se trouvent sur le roc de Chère.
Le dimanche 21 juin 2009, vers 2 h 30 du matin, trois jeunes gens rentrant d'une soirée en boîte de nuit à Annecy se sont tués et deux autres légèrement blessés après que leur bateau à moteur a heurté de plein fouet la falaise du roc de Chère.

## Activités

### Tourisme

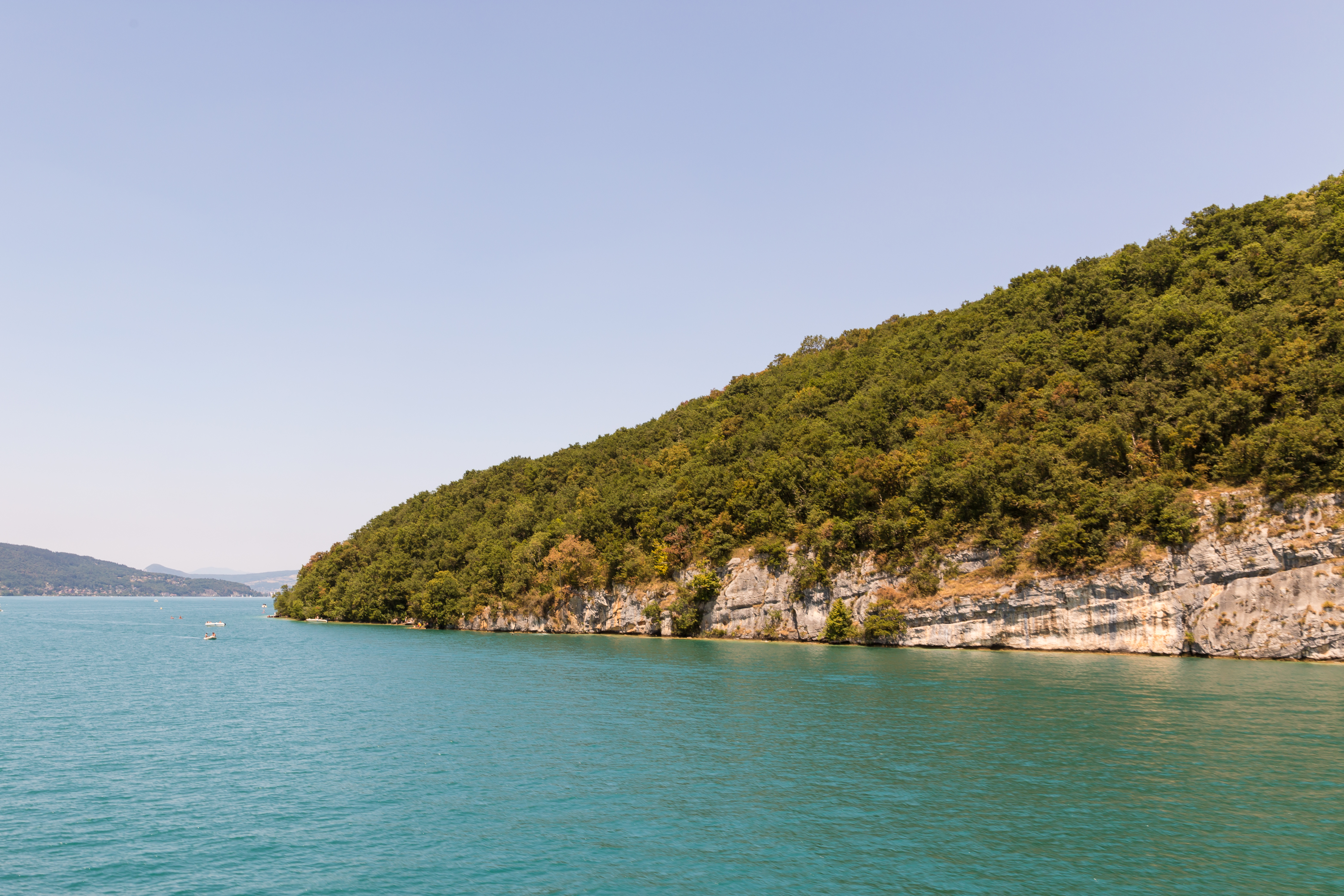
Versant sud du roc de Chère depuis le lac d'Annecy à Talloires.

Le site permet de découvrir des panoramas tout au long des sentiers de randonnée le parcourant. On peut y voir aussi des lapiaz, qui sont des roches calcaires érodées par l'eau, et qu'on retrouve souvent en Savoie.
À la base du roc s'ouvrent plusieurs grottes accessibles uniquement en bateau. La plus connue se nomme le Grand Pertuis qui ouvre sur la baie de Talloires. Une vue de l'intérieur a été représentée sur une gravure à l'eau-forte par Albert Besnard. L'artiste a par ailleurs réalisé une étude à l'huile du même sujet (collection particulière).

### Protection environnementale
La réserve naturelle nationale du Roc de Chère est créée par décret du 2 novembre 1977. Elle est gérée par ASTERS, le Conservatoire d'espaces naturels de Haute-Savoie dans le cadre d'un contrat de plan 2010-2019.
La réglementation interdit la cueillette des plantes et le ramassage des fossiles, le bivouac, les chiens même tenus en laisse, le survol à moins de 300 m du sol, tandis que la chasse, la pêche et la circulation des véhicules à moteur nécessaires pour les alpages, la forêt ou les refuges sont autorisées.

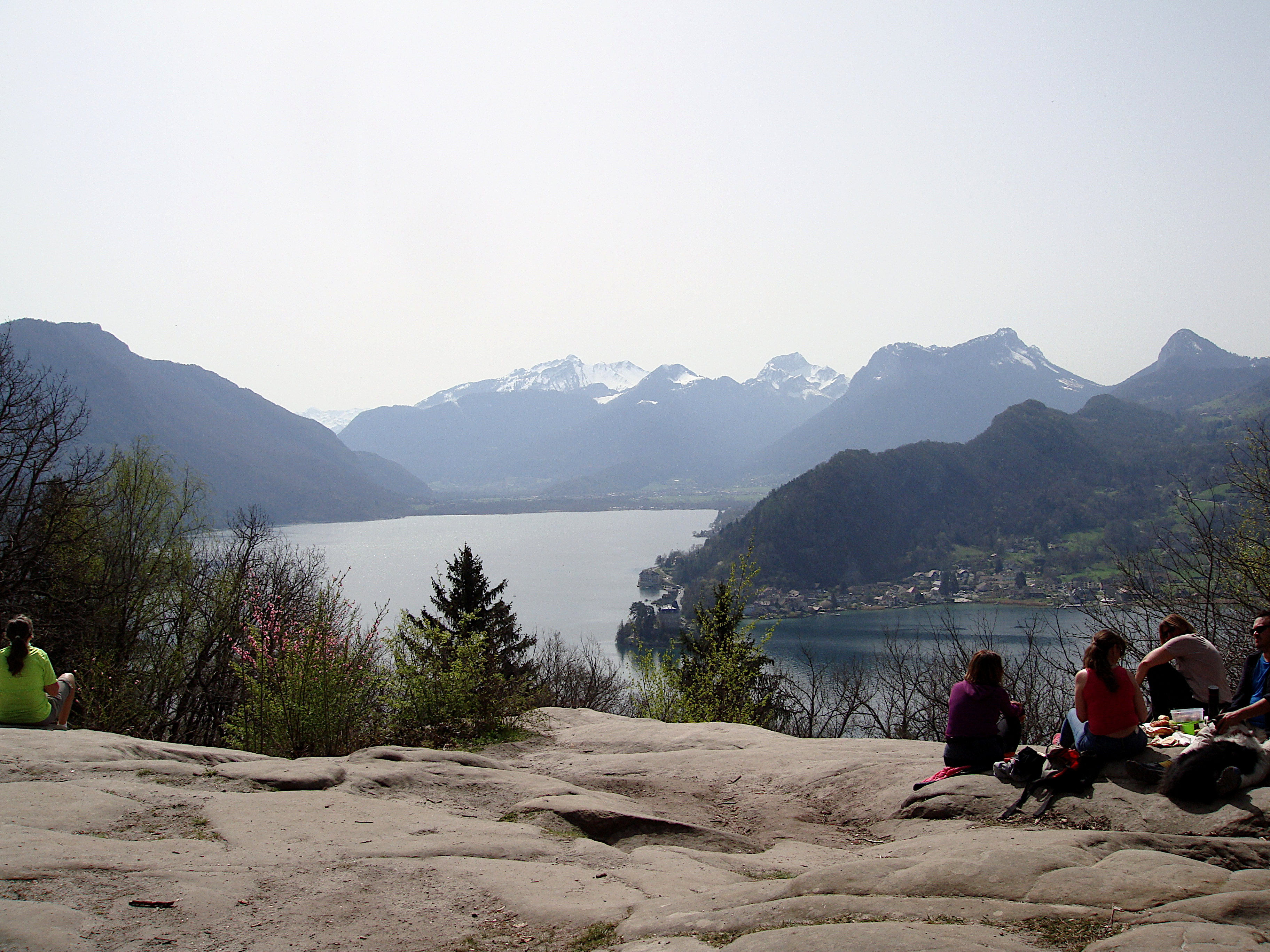
Vue du sud du lac d'Annecy depuis le sommet.